# Фотосфера
Фотосфе́ра — нижний слой звёздной атмосферы, в котором формируется непрерывный свет видимого спектра. Фотосфера даёт основную часть излучения звезды.
Фотосфера существенно непрозрачна (оптическая толщина {\displaystyle \tau \approx 1}), она поглощает и затем переизлучает энергию, поступающую из недр звезды. В силу непрозрачности фотосферы перенос энергии идёт конвективным путём: в случае солнечной фотосферы конвекция наблюдается как грануляция фотосферы, то есть в виде светлых горячих конвективных ячеек (гранул). Протяжённость фотосферы зависит от её прозрачности и, следовательно, плотности. Так, типичная протяжённость фотосферы по глубине составляет для Солнца ≈300 км, для белых звёзд главной последовательности спектрального класса A0V — ≈1000 км, для гигантов класса G — ≈104—105 км, то есть значительно меньше диаметра звезды, с чем, в частности, связано то, что Солнце имеет резкий видимый край.
Температура фотосферы растёт с глубиной, что вызывает видимое потемнение края солнечного диска: при одинаковой оптической длине пути излучение в центре диска приходит вертикально с большей глубины и, соответственно из более горячих слоёв фотосферы, в отличие от излучения периферии диска, приходящего по касательной из более холодных внешних слоёв фотосферы. На поверхности фотосферы Солнца также наблюдаются крупномасштабные области пониженной температуры — солнечные пятна (разница температуры достигает 1500 К).
В фотосферах формируется непрерывный спектр излучения звезды. Над фотосферой температура и прозрачность звёздной атмосферы (хромосферы, в которой формируются линии поглощения звёздных спектров, и короны) начинает повышаться, доходя в короне до миллионов градусов.

## Галерея
- Изображение с высоким разрешением поверхности Солнца, полученное с помощью самого большого в мире 4-метрового солнечного телескопа[англ.] Даниэля К. Иноуэ (DKIST)
- Изображение солнечного пятна, окруженного грануляцией, с высоким разрешением, полученное с помощью самого большого в мире 4-метрового солнечного телескопа[англ.] Даниэля К. Иноуэ (DKIST)
- Движение гранул на поверхности Солнца, снятое шведским солнечным телескопом[англ.].